# Municipio de Colchester (Estados Unidos)
El municipio de Colchester (en inglés: Colchester Township) es un municipio ubicado en el condado de McDonough en el estado estadounidense de Illinois. En el año 2010 tenía una población de 1.837 habitantes y una densidad poblacional de 38,986 personas por km².

## Geografía
El municipio de Colchester se encuentra ubicado en las coordenadas 40°25′26″N 90°46′30″O / 40.42389, -90.77500. Según la Oficina del Censo de los Estados Unidos, el municipio tiene una superficie total de 47.12 km², de la cual 46,8 km² corresponden a tierra firme y (0,69 %) 0,33 km² es agua.

## Demografía
Según el censo de 2010, había 1.837 personas residiendo en el municipio de Colchester. La densidad de población era de 38,986 hab./km². De los 1.837 habitantes, el municipio de Colchester estaba compuesto por el 98,2 % blancos, el 0,11 % eran afroamericanos, el 0,22 % eran amerindios, el 0,11 % eran asiáticos, el 0,98 % eran de otras razas y el 0,38 % eran de una mezcla de razas. Del total de la población el 1,58 % eran hispanos o latinos de cualquier raza.